# 교황 비오 6세
교황 비오 6세(라틴어: Pius PP. VI, 이탈리아어: Papa Pio VI)는 제250대 교황(재위: 1775년 2월 15일~1799년 8월 29일)이다. 세속명은 조반니 안젤로 브라스키(이탈리아어: Giovanni Angelo Braschi)이다.

## 생애
1717년 12월 25일 이탈리아의 체세나에서 태어났다. 그는 고향에서 기초 학문을 배운 다음 법학을 공부하여 1735년 교회법의 박사 학위를 받고 페라라의 사절 루포 추기경의 호의로 교황청에 입문하여 공직을 맡게 되었다. 교황 베네딕토 14세와 교황 클레멘스 13세 치하에서 교황청의 재정을 담당하여 항상 능숙하게 일을 처리하였다. 교황 클레멘스 14세에 의해 1771년 5월 추기경이 되었다. 클레멘스 14세의 선종 후 134일간 지속된 콘클라베에서 교황으로 선출되어 비오 6세로 명명하였다.
비오 6세는 교황령의 행정과 보호에 지나치게 개입을 하였다. 로마 근교의 늪지대 개간 사업에 힘을 썼지만 실패로 끝나 재정적인 문제가 발생하였다. 로마에서는 도시를 다시 계획하고 바티칸 내의 비오-클레멘스 박물관 건립 추진과 로마 시청 복구 사업을 벌여 로마를 다시 예술의 중심지로 만들었다.

## 당시 사회상과 비오 6세
비오 6세는 당시 유럽의 열강들과 민심이 교회로부터 점점 멀어지고 있다는 사실을 알게 되었다. 군주들은 교황의 양보를 얻어내고 자기들의 권리를 보다 강하게 주장하였으며 성직자들에 대하여 주도권을 행사하려 하였다. 프랑스와 영국에서 일어난 실증주의와 계몽주의의 영향을 받은 지식층은 교황청에 대하여 맹렬히 공격적인 비난을 하였다. 한마디로 교황청의 절대 권력은 그 힘을 잃어가고 있었다. 이런 상황에서 느슨한 성직자들을 쇄신시키고 교황권을 존중하게 하는 것이 필요하였으나 비오 6세에게는 그럼 점이 다소 부족한 편이었다. 성실히 행정 업무를 수행하고 교회의 권리를 변호하였으나 외교 문제와 여러 부수적인 일을 처리할 때는 강직함과 선견지명이 부족했다는 평을 받았다.
비오 6세는 나폴리 왕국과 좋은 관계를 맺지 못하였다. 전통적으로 나폴리의 왕은 교황에게 종속된 신하로서 매일 하얀 말을 조공으로 바쳐왔는데 왕이 그것을 하지 않았다. 에스파냐에서는 카를로스 3세 치하 말기(1759-1788)에 교황청과의 관계가 정상화되었다. 프로이센의 프리드리히 2세와 러시아의 예카테리나 2세는 로마 가톨릭 신자는 아니었으나 교황청과 관계를 유지하였다. 그들은 예수회의 교육적인 능력을 인정하여 그들의 공동체를 지켜 주었다.
오스트리아 제국에서는 계몽주의와 페브로니아니즘의 영향을 받은 요세피니즘이 일어났다. 당시 오스트리아의 여제 마리아 테레지아는 갈리아주의에 물든 신하들에게 좌우되어 교회의 권리를 침해하는 법령을 반포하였다. 마리아 테레지아가 1770년에 서거하자 대권을 이어받은 그녀의 아들 요제프 2세는 강경하게 다음 사항들을 밀고 나갔다. 봉쇄 수도원을 폐쇄하고 축일을 감소하고 교황청 사절의 순시를 금하고 황제의 허락을 받아 교회령을 발표하며 교구 사제 후보자들은 반드시 루뱅 대학교에서 철학을 배우게 하는 것 등이었다. 이에 교황청은 경악을 금치 못하였다. 그리하여 1782년 비오 6세는 빈을 방문하여 요제프 2세와 정상회담을 가졌다. 요제프 2세는 더욱 강경한 자세를 취하였다. 비오 6세는 그 뜻을 이루지 못하고 로마로 귀국하였다. 이에 항거한 벨기에는 봉기를 일으켜 오스트리아로부터의 독립을 선언하였다.
요세피니즘은 이탈리아에도 영향을 미쳤다. 토스카나 대공국에서는 레오폴트 1세 대공이 자기 형 요제프 2세의 정책과 시피오네 데 리치 주교의 도움을 받아 1786년 9월 피스토이아 지방 종교회의를 개최하였다. 이 회의는 교황권에 대하여 심하게 도전을 하였다. 분노한 비오 6세는 얀센파 이후로 가장 강력한 칙서인 Auctorem fidei를 발표하여 리치 주교를 파문하였다.

## 프랑스 혁명기 비오 6세의 수난
1789년 프랑스 혁명이 일어나자 비오 6세는 그 혁명을 하느님이 만든 사회 질서를 악의 세력이 모함하여 꾸민 음모로 생각하였다. 그리하여 프랑스 왕을 유럽의 다른 왕들이 도와주지 않으면 크나큰 혼란과 종교 박해가 일어나리라고 판단하였다. 비오 6세는 여러 경로를 통해 외교적인 노력을 기울였으나 사태는 그의 뜻과는 반대로 움직이고 있었다.
1790년 7월 12일 얀센의 추종자이며 갈리아주의자인 법률가 카뮈가 기초한 성직자 공민 헌장(성직자기본법)이 의회에서 통과되자 비오 6세는 1791년 3월 10일 Quod aliquantum과 1791년 4월 13일 Caritas라는 칙서로 의회가 요구한 교회제도 개조와 정치적인 원리들을 단죄하였다. 성직자 공민헌장 중에는 본당 사제와 주교는 교회법의 임명을 받기 전에 공민헌장에 충성 선서를 하는 조항이 들어있었다. 이는 성직자 계급이 세속 국가 기관에 종속된다는 규정이므로 교황청의 분노를 자아냈다. 이를 반대한 성직자들은 단두대에서 처형되었다. 이외에도 반(反)기독교화 운동이 두루 퍼져 여러 성당의 성상과 성물들이 파괴되고 주일을 10일로 명칭을 바꾸며 법률 결혼을 인정하여 이혼을 합법화하는 길이 열렸고 사생아에게도 상속권을 인정하는 등 반(反)교회적인 처사들이 일어났다.
상황이 이렇게 되자 비오 6세는 프랑스 주재 교황청 대사를 소환하였다. 비오 6세는 프랑스 혁명으로 인해 추방된 귀족들과 성직자들을 환대해 주었다. 이후 나폴레옹 보나파르트가 등장하여 1796년 이탈리아를 침공하였다. 원래 혁명 집행 위원회는 로마 대신 교황을 대속물로 삼거나 교황청 자체를 없애기로 결정하였으나 나폴레옹은 교황청을 없애지 않고 교황령 가운데 이탈리아 북부에 해당하는 지역을 교황청이 포기하는 조건으로 1796년의 볼로냐 휴전과 1797년의 톨렌티노 평화조약을 체결하였다.

## 나폴레옹 당시 교황권과 비오 6세의 죽음

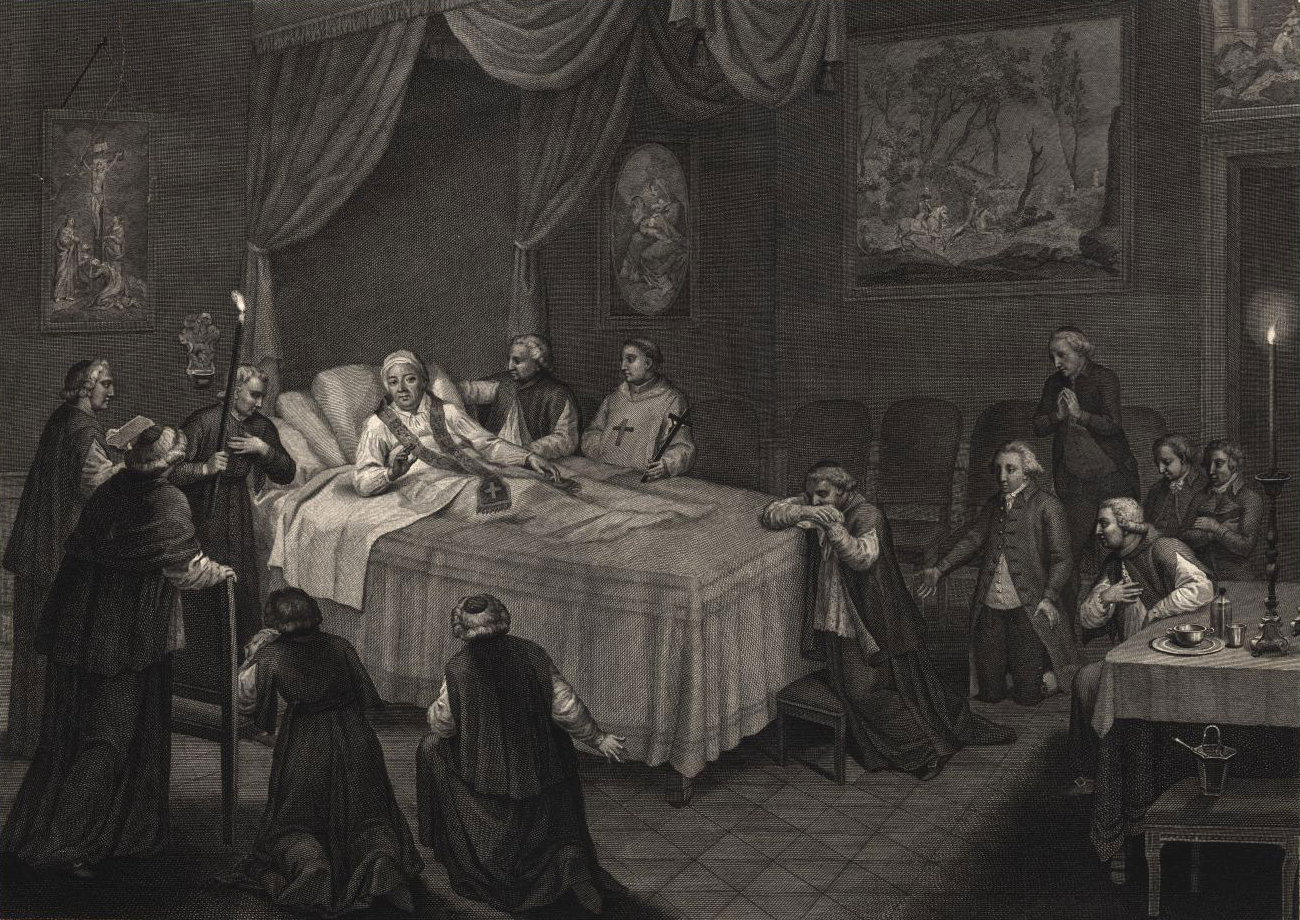
비오 6세의 죽음

나폴레옹이 이집트로 떠난 다음 루이 알렉상드르 베르티에가 1798년 2월 로마를 공격하여 로마 공화국을 세우고 교황의 권위 포기를 종용했으나, 비오 6세는 거부하였다. 이윽고 교황은 바티칸에서 시에나를 거쳐 플로렌스 지방으로 추방당하였다. 비오 6세는 당분간 토스카나 지방에 머물렀으나 보좌관들과 격리되어 있었으므로 교회 행정을 전혀 해 나갈 수 없었다. 1799년 3월 프랑스군은 비오 6세를 포로로 사로잡아 여러 도시를 전전하면서 프랑스까지 데리고 갔다. 1799년 4월 14일 프랑스 남부 발랑스에서 그 해 8월 29일 선종할 때까지 감금되어 있었다. 그 당시 바로 매장하지 않고, 1800년 1월 초까지 알콜로 부패 방지 처리하여 보관하다가 매장하였다. 비오 6세는 로마에 매장되기를 원하였으나, 프랑스에 별다른 장례 절차 없이 매장되었다. 1802년 2월 19일 교황 비오 7세의 집전으로 카톨릭 장으로 로마에 이장되었다. 
| 전임 클레멘스 14세 | 제250대 교황 1775년 2월 15일 ~ 1799년 8월 29일 | 후임 비오 7세 |

## 같이 보기
- 교황 목록